# Zwoschwitz
Zwoschwitz ist ein Stadtteil von Plauen (Stadtgebiet Nord), der vor deren Eingemeindung 1999 zur Gemeinde Kauschwitz gehörte. Der Stadtteil ist identisch mit der Gemarkung Zwoschwitz und bildet zusammen mit Kauschwitz eine Ortschaft Plauens.

## Geographie
Zwoschwitz liegt im Nordwesten Plauens und grenzt an zwei weitere Stadtteile Plauens und an einen Ort einer Gemeinde des Vogtlandkreises.
|                                           | Kauschwitz                                  |  |
| Schneckengrün (Gemeinde Rosenbach/Vogtl.) | Kompassrose, die auf Nachbargemeinden zeigt |  |
|                                           | Neundorf                                    |  |

Die Fläche der Ortschaft besteht zu 72,8 % aus Landwirtschaftlicher Nutzfläche und zu 19,2 % aus Wald. Die restliche Fläche sind Straßen, Wohn- und Industrieflächen.

## Geschichte

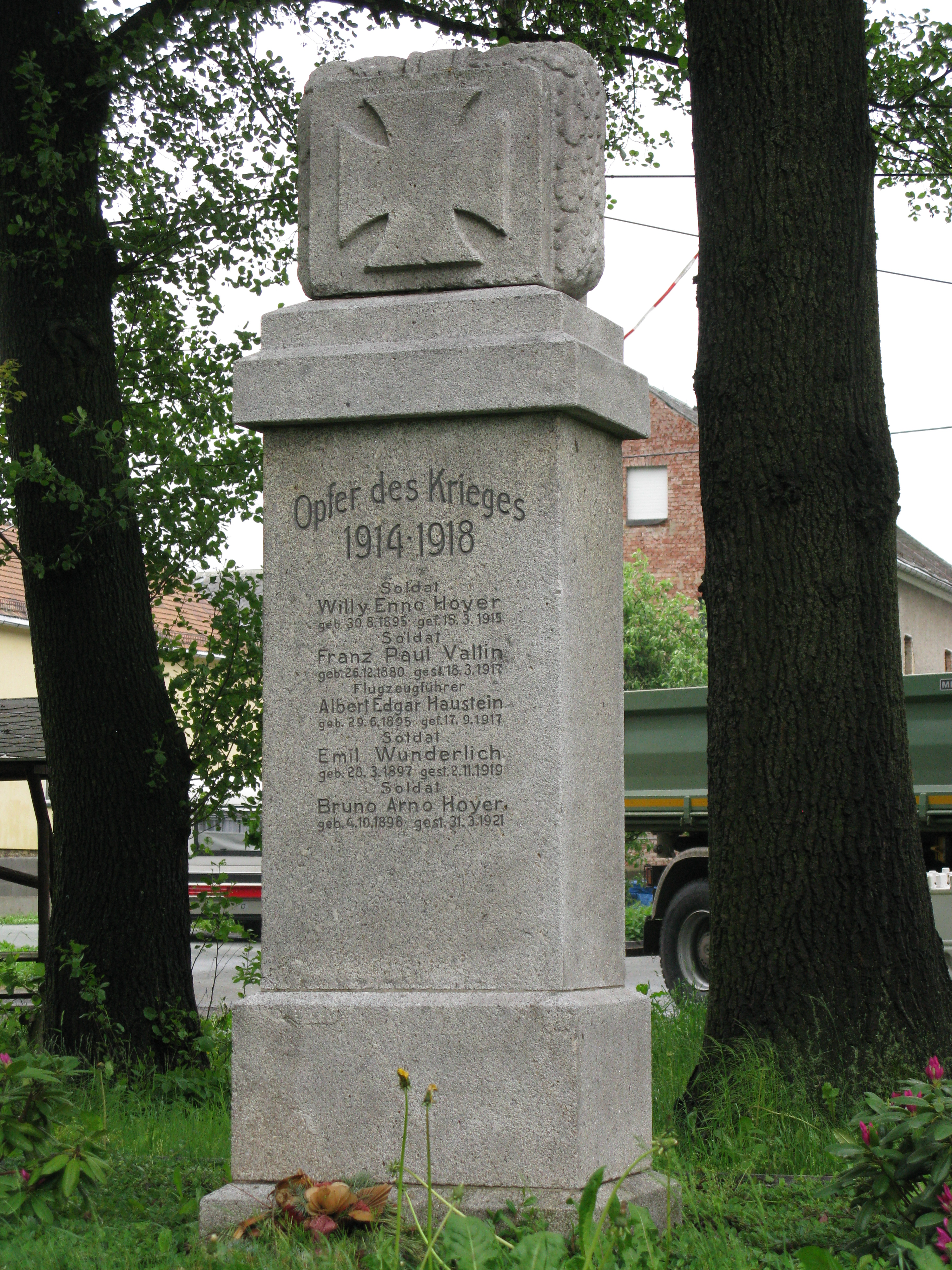
Denkmalgeschütztes Kriegerdenkmal in Zwoschwitz

Der Ort wurde 1282 als Zwoskwicz erwähnt. Es handelte sich um ein Platzdorf in Blockflur. Der Ort gehörte bis ins 19. Jahrhundert zum Amt Plauen, später zur Amtshauptmannschaft Plauen und anschließend zum Landkreis Plauen. Am 1. Januar 1974 wurde er nach Kauschwitz eingemeindet. Am 1. Januar 1999 wurde Kauschwitz mit Zwoschwitz in die damals noch kreisfreie Stadt Plauen eingemeindet.

### Einwohnerentwicklung
Entwicklung der Einwohnerzahl:
| - 1557: 015 besessene Mann, 25 Inwohner - 1764: 018 besessene Mann, 1 Häusler, 7 ½ Hufen je 30 Scheffel - 1834: 108 - 1871: 123 - 1890: 119 | - 1910: 114 - 1925: 147 - 1939: 147 - 1946: 223 - 1950: 172 | - 1964: 148 - 2002: 178 - 2011: 164 |

## Politik

### Ortschaftsrat
Zwoschwitz verfügt gemeinsam mit Kauschwitz über einen Ortschaftsrat. Dieser besteht seit der letzten Wahl am 26. Mai 2019 aus fünf Mitgliedern. Da bei der Wahl nur die Wählervereinigung Kauschwitz-Zwoschwitz antrat, besteht der Ortschaftsrat nur aus Mitgliedern dieser Vereinigung.
Die Ortschaftsratswahlen von 1999 bis 2019 hatten folgende Ergebnisse (zum Vergleich ist auch noch die letzte Wahl zum Gemeinderat 1994 mit aufgeführt):
| Parteien und Wählergemeinschaften | Parteien und Wählergemeinschaften             | 2019 | 2019  | 2014 | 2014  | 2009 | 2009  | 2004 | 2004  | 1999 | 1999  | 1994 | 1994  |
| Parteien und Wählergemeinschaften | Parteien und Wählergemeinschaften             | %    | Sitze | %    | Sitze | %    | Sitze | %    | Sitze | %    | Sitze | %    | Sitze |
| WV K-Z                            | Freie Wählervereinigung Kauschwitz-Zwoschwitz | 100  | 5     | 100  | 5     | --   | --    | --   | --    | --   | --    | --   | --    |
| CDU                               | Christlich Demokratische Union Deutschlands   | --   | --    | --   | --    | 44,9 | 1     | 24,3 | 1     | --   | --    | 19,2 | 2     |
| FWV K                             | Feuerwehrverein Kauschwitz e. V.              | --   | --    | --   | --    | 42,6 | 2     | 47,3 | 3     | --   | --    | --   | --    |
| GRÜNE                             | Bündnis 90/Die Grünen                         | --   | --    | --   | --    | 12,5 | 0     | --   | --    | --   | --    | 4,0  | 0     |
| WV K                              | Freie Wählervereinigung Kauschwitz            | --   | --    | --   | --    | --   | --    | 28,3 | 1     | 100  | 6     | 31,3 | 3     |
| PDS                               | Partei des Demokratischen Sozialismus         | --   | --    | --   | --    | --   | --    | --   | --    | --   | --    | 9,4  | 1     |
| UWG S                             | Unabhängige Wählergemeinschaft OT Schöpsdrehe | --   | --    | --   | --    | --   | --    | --   | --    | --   | --    | 11,1 | 1     |
| WG Z                              | Wählergemeinschaft Zwoschwitz                 | --   | --    | --   | --    | --   | --    | --   | --    | --   | --    | 9,8  | 1     |
| F.D.P.                            | Freie Demokratische Partei                    | --   | --    | --   | --    | --   | --    | --   | --    | --   | --    | 7,9  | 0     |
| AfW K                             | Aktion freier Wähler Kauschwitz               | --   | --    | --   | --    | --   | --    | --   | --    | --   | --    | 7,4  | 0     |
| Gesamt                            | Gesamt                                        | 100  | 5     | 100  | 5     | 100  | 3     | 100  | 5     | 100  | 6     | 100  | 8     |
| Wahlbeteiligung in %              | Wahlbeteiligung in %                          | 62,8 | 62,8  | 57,7 | 57,7  | 44,4 | 44,4  | 44,6 | 44,6  | 57,5 | 57,5  | 76,1 | 76,1  |

1. ↑  1994 fand die letzte Wahl zum Gemeinderat der damals noch selbstständigen Gemeinde statt.
2. ↑  2019 trat nur die WV K-Z zur Wahl an.
3. ↑  2014 trat nur die WV K-Z zur Wahl an.
4. ↑  1999 trat nur die WV K zur Wahl an.

## Öffentlicher Nahverkehr
Zwoschwitz ist mit der vertakteten RufBus-Linie 45 des Verkehrsverbunds Vogtland an Plauen-Neundorf angebunden. Dort besteht Anschluss zur Straßenbahn Plauen.